# Confluencia Segre-Noguera Pallaresa
Confluencia Segre-Noguera Pallaresa (en catalán Aiguabarreig Segre-Noguera Pallaresa) es un Lugar de Importancia Comunitaria situado en la provincia de Lérida, Comunidad Autónoma de Cataluña, España, constituye un espacio conformado por la confluencia de los ríos Noguera Pallaresa y Segre, encajonados entre los acantilados de las sierras de Mont-roig y Carbonera, y los embalses de Camarasa, San Lorenzo de Mongay y el canal de Balaguer. Es una muestra ejemplar de desfiladero epigénico en el Prepirineo Central.
El espacio natural de la confluencia de los ríos Segre y Noguera Pallaresa fue protegido por el Plan de Espacios de Interés Natural (PEIN) de la Generalidad de Cataluña mediante el Decreto 328/1992. Fue declarado por primera vez como LIC en 1997 y como ZEPA en 2005 y, posteriormente fue ampliado como espacio Natura 2000 mediante el Acuerdo del Gobierno 112/2006, de 5 de septiembre, que aprueba la red Natura 2000 en Cataluña. Asimismo, mediante el Plan especial se realizó su delimitación definitiva. Este Plan complementa también el régimen normativo básico de protección establecido por el PEIN con determinaciones específicas para este espacio.

## Geografía
Es un conjunto integrado por las sierras prepirenaicas de Mont-roig y Carbonera, que son de naturaleza calcárea y forman imponentes acantilados sobre los ríos Noguera Pallaresa y Segre. El Espacio también engloba los importantes embalses de Camarasa, Sant Llorenç de Montgai y el canal de Balaguer.
Los elementos geológicos de este Espacio están caracterizados por los acantilados de naturaleza caliza, que la erosión provocada por ambos ríos ha ido excavando en la roca. Hay que remarcar la presencia de San Salvador de Camarasa, que está catalogado, además, como geozona de interés. Este lugar está conformado por una serie de solapamientos que repliegan series mesozoicas. En cuanto a las variables climáticas, hay fuertes oscilaciones térmicas entre el período invernal y la estival, como es propio del área prepirenaica de Lérida.
Impactolas regulaciones hidroeléctricas conllevan cambios significativos en los sistemas ribereños y limnológicos. Por otra parte, la excesiva frecuentación humana degrada los sistemas naturales de la sierra de Mont-roig. Se producen también aperturas de pistas para la práctica de la pesca, lo que conlleva el vertido de basuras borde del cauce del río.
Vulnerabilidad naturalhay que remarcar la sensibilidad de la vegetación pantanosa y de ribera de los ambientes acuáticos del Segre, como consecuencia, en parte, de las avenidas que se producen en el río debido a su régimen mediterráneo. La presencia de poblaciones de rapaces y la fauna cavernícola es, también, bastante frágil. El espacio contiene un cierto riesgo geológico por la inestabilidad de laderas -sierra de Montroig- y de inundaciones en el tramo entre Camarasa y el canal de Balaguer.

## Biodiversidad
La función principal de los espacios naturales protegidos de Cataluña es conservar muestras representativas de la fauna, la flora y los hábitats propios del territorio, de forma que se puedan desarrollar los procesos ecológicos que dan lugar a la biodiversidad -la amplia variedad de ecosistemas y seres vivos: animales, plantas, sus hábitats y sus genes-.
Su naturaleza mediterránea se mezcla con una cierta dosis de carácter continental y engloba varios elementos de interés característicos de las sierras más externas. La vegetación pantanosa y las comunidades rupícolas tienen una gran importancia, especialmente las aves carroñeras -buitre leonado, alimoche, quebrantahuesos-, las aves acuáticas, algunas especies de quirópteros y determinadas especies de invertebrados de interés.

## Aspectos socioeconómicos
Este espacio contiene varios aprovechamientos, como la producción de energía hidroeléctrica a través de las centrales de Camarasa y San Lorenzo de Mongay. También se practica la ganadería ovina, así como la caza, la pesca, y otros usos turístico.